# Abraxas antinebulosa
Abraxas antinebulosa, en chino simplificado, 巨翅金星尺蛾 ("Polilla Venus de manchas gruesas"), es una especie de polilla de la familia Geometridae. La especie fue descrita por primera vez por el Lepidopterólogo japonés Hiroshi Inoue habiendo sido descrita en 1984, con distribución en la isla de Taiwán. El holotipo de la especie fue descrita en el sector Wushe, en el municipio montañoso de Ren'ai.